# NGC 6774
NGC 6774 is een open sterrenhoop in het sterrenbeeld Boogschutter. Het hemelobject werd op 27 juli 1830 ontdekt door de Britse astronoom John Herschel.

## V 1942 Sagittarii
Net ten noordoosten van NGC 6774 is de roodachtige koele koolstofster V 1942 Sagittarii te vinden.

## Synoniemen
- OCL 65